# Stazione di Dun Laoghaire
La Dun Laoghaire railway station è una stazione ferroviaria situata a Dún Laoghaire, in Irlanda. È anche conosciuta come Mallin Station dal 1966, dal nome di Michael Mallin, famoso ribelle irlandese. È fornita di tre binari: due di passaggio e un binario tronco. Vi passano i treni della DART, dell'Intercity per Wexford e del Commuter.
Fatto poco convenzionale, la struttura della stazione è collocata su un ponte al di sopra dei binari, analogamente a quanto avviene per la Leixlip Louisa Bridge railway station.
La stazione è vicinissima al porto locale, da cui si possono prendere traghetti che salpano per Holyhead.

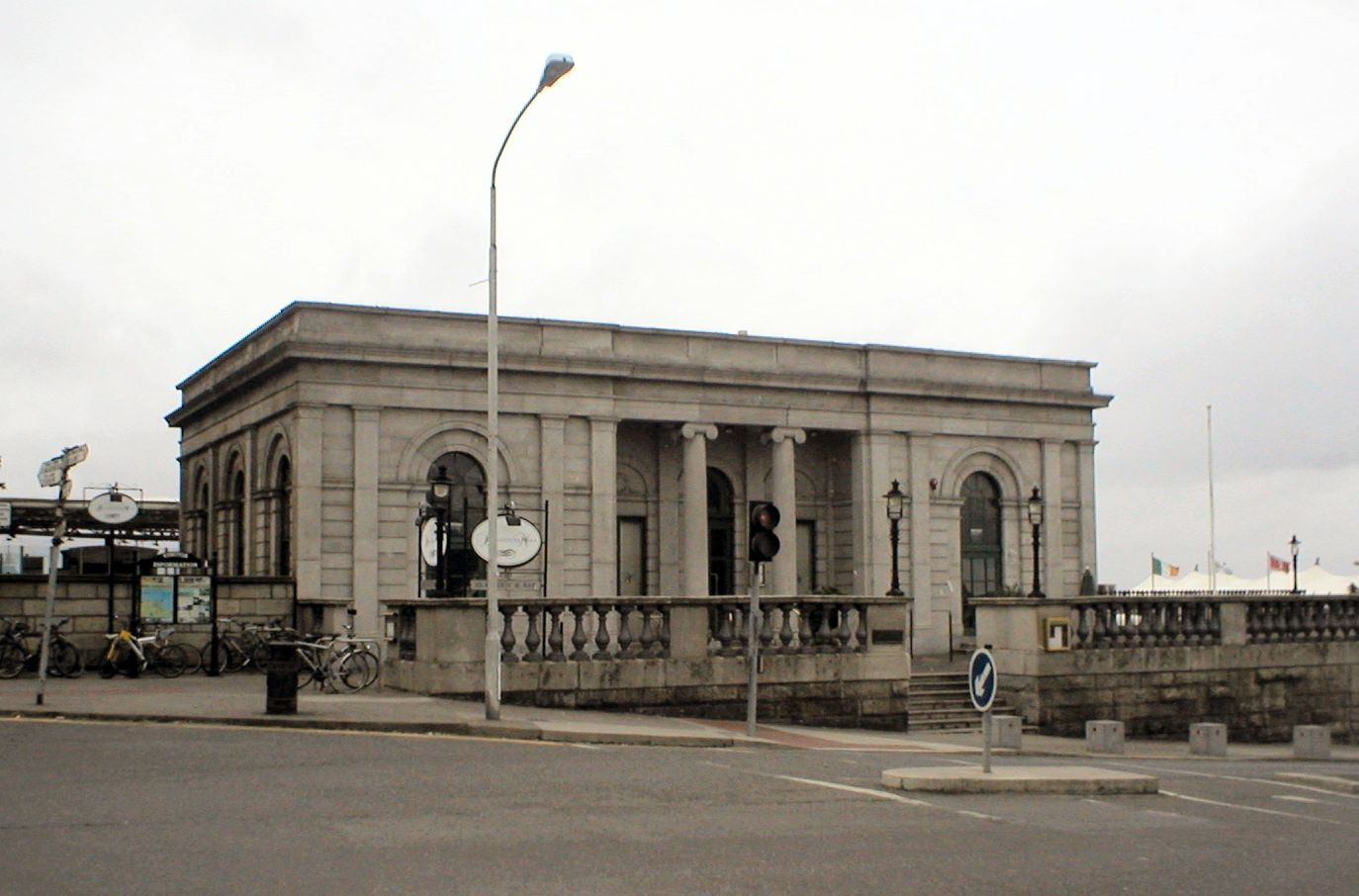
La nuova struttura della stazione

## Servizi
- Servizi igienici
- Capolinea autolinee
- Biglietteria a sportello
- Biglietteria self-service
- Distribuzione automatica cibi e bevande